# Janna Ji Wonders
Janna Ji Wonders (geboren 1978 in Mill Valley, Kalifornien) ist eine deutsch-amerikanische Filmregisseurin und Sängerin der Band YA-HA!.

## Leben und Werk
Janna Ji Wonders ist die Tochter der deutschen Fotografin Anna Werner und des Amerikaners Jazon Wonders. Nachdem sie ihre ersten Lebensjahre in den USA verbracht hatte, zog sie im Alter von vier Jahren mit der Mutter zurück nach Deutschland. Sie wuchs in München-Schwabing und am südlich von München gelegenen Walchensee auf, unterbrochen von weiteren Aufenthalten bei ihrem Vater. Über ihre Mutter gehörte sie während ihrer Kindheit zum Umfeld des sogenannten Harems, einer experimentellen Lebensgemeinschaft von fünf Frauen und Rainer Langhans. Im Dokumentarfilm Walchensee Forever, der während der Berlinale 2020 uraufgeführt wird, porträtiert sie die Frauen ihrer Familie, beginnend mit ihrer Urgroßmutter Apa, die am Walchensee ein Ausflugscafé eröffnete und betrieb, welches bis heute besteht.
Nach dem Abitur ging Janna Ji Wonders zunächst nach Berlin, wo sie in einem besetzten Haus im Bezirk Prenzlauer Berg wohnte. Anschließend studierte sie an der Hochschule für Fernsehen und Film München und begann während des Studiums musikalisch mit Laptop und MIDI-Keyboard zu experimentieren, produzierte Beats und schrieb erste eigene Songs, beeinflusst von New Wave, Gothic und Bands der 1980er Jahre. In dieser Zeit begann sie auch mit der Produktion erster Musikvideos als Regisseurin. 2008 gründete sie zusammen mit Flo Schuster von der Hip-Hop-Band Blumentopf die Rap-Formation YA-HA!, die im Februar 2012 ein Debütalbum veröffentlichte.
Ihre Dokumentarfilme Bling Bling über die Gangster-Rap-Szene in Los Angeles und Kinder der Schlafviertel über junge Punks in Moskauer Vorstädten liefen auf internationalen Festivals und wurden mehrfach preisgekrönt.
Ihr mittellanger Spielfilm I Remember wurde auf der Berlinale 2015 in der Sektion Perspektive Deutsches Kino gezeigt.

## Filmografie (Auswahl)
- 2002: Bling Bling (mittellanger Dokumentarfilm) – Ko-Regie mit Neelesha Barthel &	Heike Woosey
- 2003: Warten auf den Sommer (kurzer Dokumentarfilm)
- 2005: Kinder der Schlafviertel (mittellanger Dokumentarfilm) – Ko-Regie mit Korinna Krauss
- 2008: Holy Home (kurzer Spielfilm)
- 2015: I Remember (mittellanger Spielfilm)
- 2020: Walchensee Forever (Kino-Dokumentarfilm)

## Preise und Nominierungen
- 2002 Deutscher Nachwuchsfilmpreis beim Sehsüchte Filmfestival für Bling Bling
- 2003 Nachwuchspreis des Journalistinnenbundes für Warten auf den Sommer
- 2005 Förderpreis der Duisburger Filmwoche für Kinder der Schlafviertel
- 2006 Starter Filmpreis München für Kinder der Schlafviertel
- 2006 Bester Dokumentarfilm beim Sehsüchte Filmfestival für Kinder der Schlafviertel
- 2006 Bester Dokumentarfilm beim Tau Filmfest in Tel Aviv für Kinder der Schlafviertel
- 2006 WDR Kurzfilmpreis kurzundschön für Lieb ich Dich
- 2007 Local Movies Jury- und Publikumspreis
- 2015 Youth Jury Award beim European First Filmfestival für I Remember
- 2015 Nominierung in der Kategorie Bester mittellanger Spielfilm des First Steps Award für I Remember
- 2015 Nominierung in der Kategorie Beste Regie des Starter Filmpreises München für I Remember
- 2016 Berlinale: Made in Germany – Förderpreis Perspektive für das Konzept Walchensee Forever[5]
- 2020 Bayerischer Filmpreis 2019 in der Kategorie Dokumentarfilm für Walchensee Forever
- 2020 Berlinale: Kompass-Perspektive-Preis für Walchensee Forever[6]